# Lars Svelle Olesens model
|  | Denne artikel er oprettet af botten PalnaBot ud fra en ekstern database. Den kan derfor have sproglige fejl eller mangler. Denne skabelon kan fjernes efter kontrol af indholdet. |

Lars Svelle Olesens model er en film instrueret af Ulrik Gutkin.

## Handling
Et portræt af ildsjælen Lars Svelle Olesen og hans projekt. Igennem mere end 16 år har Lars arbejdet på en model. Lars siger, han har fundet en ny erkendelse, men ingen vil høre. Alligevel kæmper Lars stædigt videre - et valg der har været omkostningsfuldt.